# Клепичиха
Клепичиха (устар. Кальпичиха) — река в Вологодской области России.
Протекает по территории Нюксенского района. Впадает в реку Большую Бобровку в 19 км от её устья по правому берегу. Длина реки составляет 12 км. Вдоль течения реки расположены населённые пункты Нюксенского сельского поселения.

## Данные водного реестра
По данным государственного водного реестра России относится к Двинско-Печорскому бассейновому округу, водохозяйственный участок реки — Северная Двина от начала реки до впадения реки Вычегда, без рек Юг и Сухона (от истока до Кубенского гидроузла), речной подбассейн реки — Сухона. Речной бассейн реки — Северная Двина.
Код объекта в государственном водном реестре — 03020100312103000009388.